# بير فريدريك أسلي
بير فريدريك أسلي هو ممثل ومغني ويوتيوبر نرويجي ولد في يوم 21 ديسمبر 1986 في مدينة سانديفور. اشتهر في سنة 2010 بعد مشاركته في برنامج إكس فاكتور في نسخته النرويجية. أسس فرقة سماها ريتشنغ هوريزونس. في سنة 2012 بدأ في التمثيل في الأفلام. في سنة 2012 مثل في الفيلم الإيطالي Creators: The Past. وفي 2014 مثل في مسلسل فايكنغز. له قناة باسم بيليك في اليوتيوب.

## روابط خارجية
- بير فريدريك أسلي على موقع IMDb (الإنجليزية)
- بير فريدريك أسلي على موقع ميوزك برينز (الإنجليزية)
- بير فريدريك أسلي على موقع ديسكوغز (الإنجليزية)
- بير فريدريك أسلي على موقع قاعدة بيانات الفيلم (الإنجليزية)